# Tuccia
Tuccia fue una virgen vestal de la antigua Roma cuya virginidad fue cuestionada por unas falsas acusaciones. Ya entonces se creía que cuando la piedad de mujeres y hombres virtuosos era cuestionada por escépticos, los dioses podían obrar milagros para reivindicarlos. En el caso de Tuccia ella empleó un cedazo para llevar agua, sin que el líquido llegara a caer a través del tamiz.
La idea de Tuccia para probar su inocencia es así relatada:
"Oh Vesta, si siempre he traído las manos puras a vuestros servicios secretos, haced ahora que con este tamiz sea capaz de extraer agua del Tíber y traerla a vuestro templo" (la virgen vestal Tuccia en Valerio Máximo 8.1.5 absol).
Tuccia probó su inocencia al llevar un tamiz lleno de agua desde el Tíber hasta el templo de Vesta [San Agustín, De Civitate Dei, X, 16; en Worsfold, 69].
La vestal Tuccia es celebrada por Plinio el Viejo en su Historia Natural (28: 12) y por Petrarca en su Triunfo de la Castidad en sus Triunfos. Aun así, en la sátira VI de Juvenal (renombrada 'Contra Mujeres') la menciona como una de las muchas mujeres lascivas.

## Iconografía del tamiz
A finales de la Edad Media, la imagen de Tuccia y su tamiz se asoció con la virtud de la castidad. Pinturas de mujeres castas a menudo incluirían un tamiz y este símbolo destacará en muchas representaciones de la "reina Virgen" Isabel I de Inglaterra a finales del siglo XVI.

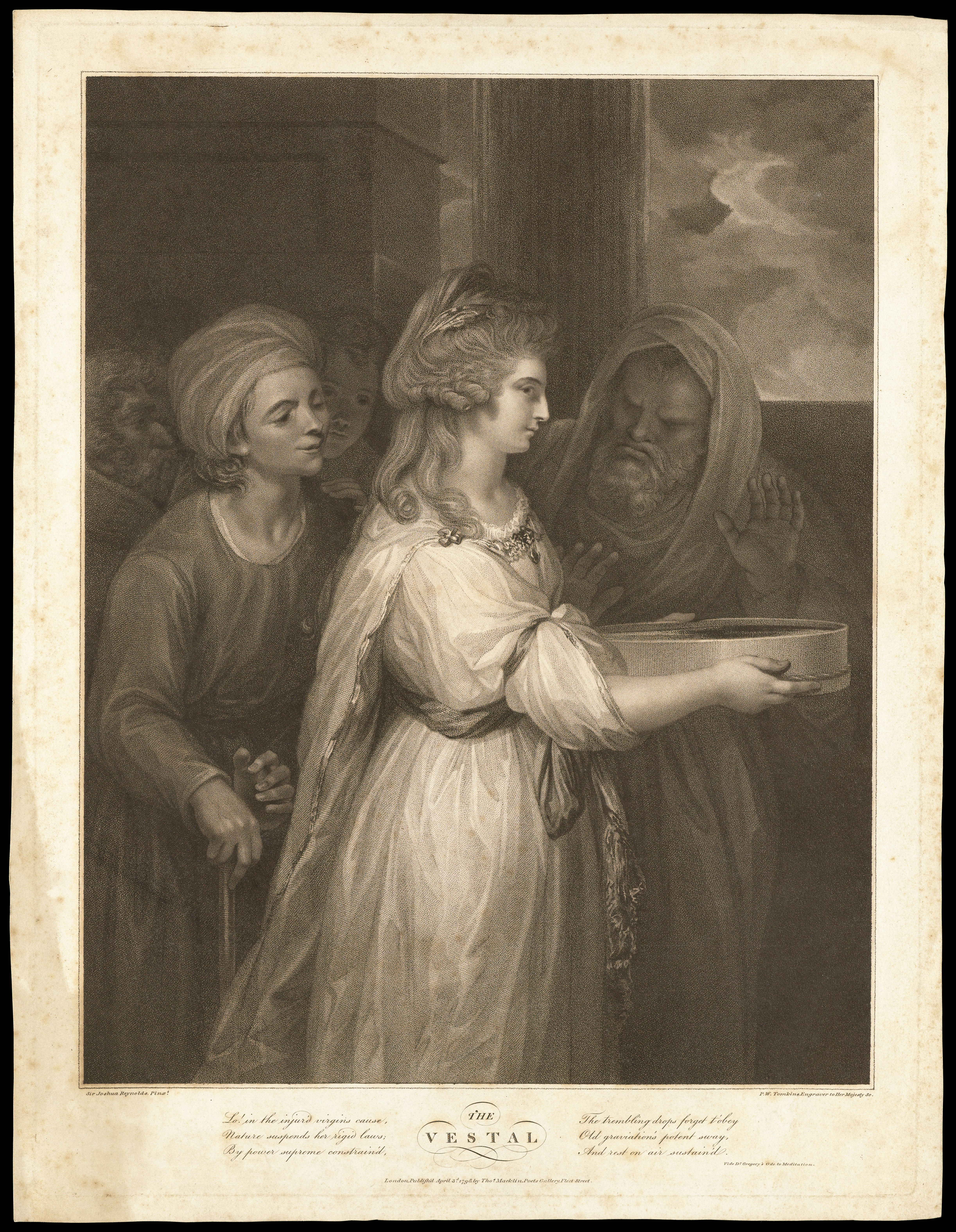
'La Vestal' por Joshua Reynolds, mostrando a Tuccia.